# Вильфранш-де-Руэрг
Вильфра́нш-де-Руэ́рг (фр. Villefranche-de-Rouergue, окс. Vilafranca de Roergue) — город на юге Франции, в департаменте Аверон. Население — 11,9 тыс. жителей.
Супрефектура одноименного округа — одного из трех в департаменте Аверон.

## География
Расположен на реке Аверон.

## История
Город основан в 1252 году. Название означает «Свободный город в провинции Руэрг» — при основании он был освобождён от налогообложения. Благодаря тому, что город строился фактически с нуля, он отличается правильной геометрической планировкой исторического центра.
В 1779 году Вильфранш стал столицей провинции Верхняя Гиень (фр.), что способствовало его экономическому и культурному развитию. Однако после Великой Французской революции статус столицы новообразованного департамента Аверон достался городу Родезу.
В ходе Второй мировой войны, 17 сентября 1943 года, оккупированный Вильфранш-де-Руэрг стал ареной единственного за всю войну внутреннего восстания (фр.) в рядах войск СС (см. 13-я горнопехотная дивизия СС «Ханджар»). Восстание провалилось, его лидер Ферид Джанич был убит.